# Echinodillo cavaticus
Echinodillo cavaticus is een pissebed uit de familie Armadillidae. De wetenschappelijke naam van de soort is voor het eerst geldig gepubliceerd in 1963 door Green.